# To Bring You My Love
To Bring You My Love —en españolː Para traerte mi amor— es el tercer álbum de estudio de la cantante y compositora inglesa PJ Harvey, publicado por la compañía discográfica Island Records el 28 de febrero de 1995. Grabado entre septiembre y octubre de 1994, sus canciones están fuertemente influenciadas por la música del blues estadounidense.
Coproducido por Harvey junto a Flood y John Parish, To Bring You My Love sería la primera de varias colaboraciones de la artista junto a ellos. La música del álbum fue interpretada en gran parte por Harvey y Parish, con contribuciones de los músicos experimentados Joe Gore, Mick Harvey, Jean-Marc Butty, entre otros. Varios de quienes tocaron en las sesiones de grabación se unieron a Harvey en la gira promocional durante 1995.
Promocionado por los sencillos «Down by the Water», «C'mon Billy» y «Send His Love to Me», To Bring You My Love fue considerado musicalmente como un enorme avance para Harvey, y al igual que sus trabajos predecesores fue aclamado por la crítica especializada, obteniendo una segunda nominación al Mercury Prize y dos nominaciones a los Premios Grammy; una al mejor álbum de música alternativa y la otra a mejor interpretación vocal de rock femenina, gracias al sencillo «Down by the Water», y fue incluido en la posición número 435 en la lista original de Los 500 mejores álbumes de todos los tiempos según Rolling Stone.

## Antecedentes y grabación

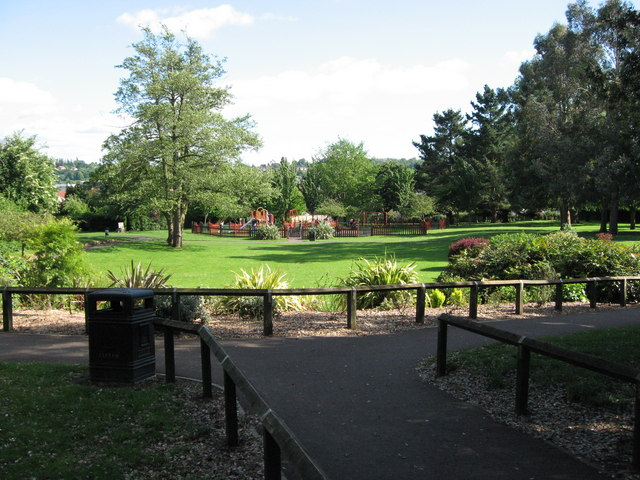
Yeovil fue el lugar en donde Harvey escribió las canciones del álbum.

Durante 1994 Harvey decidió tomar un descanso y decidió mantener un perfil bajo durante dicho período, ya que en menos de dos años publicó dos álbumes de estudio (Dry y Rid of Me), debió afrontar la partida de Rob Ellis y Steve Vaughan de su banda, luego lanzó el álbum demo 4-Track Demos y un álbum en colaboración con John Parish, Dance Hall at Louse Point. Su única aparición pública en 1994 fue en la ceremonia de los Brit Awards, en donde hizo un dueto junto a la cantante islandesa Björk interpretando el tema «(I Can't Get No) Satisfaction» de The Rolling Stones.
Utilizando las ganancias recaudadas de sus dos primeros discos, compró una casa en Yeovil, un sitio rural de Inglaterra, cerca del lugar en que vivían sus padres. Harvey describió su nuevo hogar como «un lugar completamente apartado; no tengo vecinos, al mirar por la ventana todo lo que veo son campos». Viviendo en tal aislamiento, comenzó a escribir las canciones que formarían parte de To Bring You My Love.
Las grabaciones del álbum se llevaron a cabo de entre septiembre y octubre de 1994 en los Townhouse Studios en Londres y fue mezclado en Windmill Lane, Dublín, entre octubre y noviembre de aquel año. Polly reclutó al productor musical Flood; su viejo compañero de banda de Automatic Dlamini John Parish y una nueva formación de músicos para las sesiones de grabación, incluyendo a los multiinstrumentalistas Joe Gore , Eric Drew Feldman, Mick Harvey y el baterista Jean-Marc Butty. Ella misma tocó la guitarra, los teclados, el vibráfono, la marimba entre otros instrumentos, coproduciendo el álbum con Flood y Parish.

## Temática
La temática de To Bring You My Love así como su estilo musical difieren los anteriores trabajos de Harvey. Las canciones de Rid of Me (1993), por ejemplo, son más agresivas en sus representaciones acerca de las relaciones. Se centran más en la venganza («Rid of Me», «Rub Til It Bleeds»), o actúan como un ataque a la masculinidad tradicional («Man-Size», «50ft Queenie», «Me-Jane»).

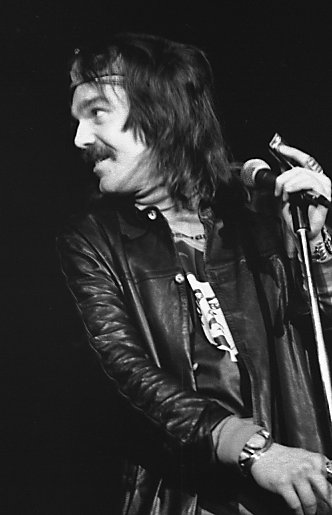
Captain Beefheart fue una de las principales influencias de Harvey al momento de la creación del álbum

 Si bien dichas canciones consideran el anhelo y la pérdida, muchas de las letras de To Bring You My Love también se centran en tales temáticas, aunque con letras menos contestatarias en comparación con las de sus anteriores discos; un ejemplo es la canción que da el nombre al álbum, que presenta a un narrador que no sólo desea amor, sino que está dispuesto a sacrificar todo para conseguirlo.
Varias de las canciones del disco emplean referencias bíblicas como el cielo, Dios y Jesucristo, aunque Harvey ha afirmado no ser una persona religiosa; no fue bautizada y de niña nunca asistió a una iglesia.
Acerca del contenido religioso en el álbum, Harvey comentó:

«Miro a la religión como posiblemente un medio para encontrar respuestas, para darle un sentido de por qué estamos aquí. Eso es lo que impulsa la fuerza creativa, para dar sentido a la vida. Un lugar muy natural para mirar está en esa área divina, porque es tan fuerte y ha estado aquí mucho antes que nosotros».

Muchas otras referencias son acerca de Captain Beefheart, una de las principales influencias de Harvey. La primera frase del álbum, «I was born in the desert» ("Yo nací en el desierto"), es también la primera línea del álbum debut de Beefheart, Safe as Milk (1967). La segunda pista, «Meet Ze Monsta», toma prestada la línea "meet the monster tonight" de «Tropical Hot Dog Night» de Beefheart, la segunda canción de su álbum Shiny Beast (Bat Chain Puller), uno que según ella dijo le produjo un particular impacto. Una semejanza lírica y melódica con «Boogie Dropout» de Beefheart también se encuentra en la canción «I Think I'm a Mother», y la melodía vocal al final de «Teclo» de Harvey («Let me ride on his grace for a while...») parece reflejar la melodía de Beefheart en «Her Eyes Are a Blue Million Miles».
La fábula del infanticidio en «Down by the Water», cuya frase susurrada «Little fish big fish swimming in the water/Come back here, man, gimme my daughter» («Pecesitos, peces - Ven aquí hombre, dame a mi hija») hace referencia al blues «Salty Dog» de Lead Belly, que trata sobre una madre ahogando a su hijo.

## Estilo musical
Musicalmente, To Bring You My Love es considerado más que complejo que sus predecesores, Dry y Rid of Me; sin dejar de lado el rock alternativo, logró un sonido más cercano al blues. Dos guitarras se utilizan en muchas de las canciones, la mayoría fueron tocadas por Harvey y Parish. La guitarra acústica y las cuerdas, usadas escasamente en sus discos anteriores, se pueden apreciar mayormente en To Bring You My Love. Campanas, carillones, y un vibráfono fueron añadidos a la atmósfera de la grabación. Los teclados y el órgano también se utilizaron ampliamente, un resultado de gran parte del álbum se compone del uso de un teclado Yamaha que Harvey compró de segunda mano. Los tonos de órgano profundos y retumbantes proporcionaron muchas de las notas más bajas del álbum, reemplazando las líneas de bajo tradicionales. «Down by the Water», «C'mon Billy» y «Send His Love to Me» contaron con un conjunto de cuerdas cuyos arreglos estuvieron a cargo de Pete Thomas, los músicos fueron Sonia Slany en violín, Jocelyn Pook y Jules Singleton en viola, y Sian Bell en violonchelo.

## Arte del disco
La fotografía de la portada del álbum fue tomada por Valerie Phillips durante la grabación del vídeo musical de «Down by the Water». En ella se muestra a Harvey vestida como en el videoclip con maquillaje y el vestido de gala rojo, semi sumergida en el agua, mientras que la fotografía interior la muestra con un telón verde de fondo. La imagen de Harvey en la contraportada subiendo unas escaleras fue retratada por Kate Garner y el arte del disco fue diseñado por Martin Calomon "Cally".

## Lanzamiento y desempeño comercial
To Bring You My Love vio la luz el 28 de febrero de 1995, siendo publicado en formato vinilo y CD; posteriormente en este último soporte físico aparecería una edición especial con un disco extra que contenía lados-B. To Bring You My Love debutó en la posición número 40 del Billboard 200, y en el número 12 de la lista de álbumes del Reino Unido; en Bélgica llegó a la posición número 5 y tanto en Noruega como Suecia alcanzó el puesto 11. Para 2005, según Billboard, el álbum había vendido 375,000 copias en Estados Unidos; en Béligca el álbum vendió 25,000 copias siendo certificado con el disco de oro por la Belgian Entertainment Association, y en el Reino Unido, la Industria Fonográfica Británica lo certificó con el disco de oro tras vender más de 100,000 ejemplares. Comercialmente, To Bring You My Love ha vendido más de un millón de copias.

## Sencillos, vídeos musicales y lados B
Al ser su segundo álbum publicado bajo el alero de una discográfica multinacional, To Bring You My Love contó con una fuerte promoción por parte de Island Records. El primer sencillo, «Down by the Water», apareció en ferebrero de 1995 siendo editado en formato de vinilo de 7" y sencillo en CD (junto con los lados B «Lying in the Sun» y «Somebody's Down, Somebody's Name»), recibiendo una extensa rotación por MTV al igual que de las radios universitarias . El vídeo musical, dirigido por Maria Mochnaz,
 recibió un mayor presupuesto por parte de Island Records en comparación con los clips anteriores de Harvey: en él se la muestra ahogándose en un estanque, utilizando mucho maquillaje además de una peluca y un vestido de gala rojo, dándole su mayor éxito musical en Estados Unidos, alcanzando el puesto número 2 del Billboard Modern Rock chart y el 48 en el Billboard Hot 100 Airplay en Estados Unidos, el 38 en la lista de sencillos del Reino Unido y el número 27 en Irlanda, transformándolo en la canción más exitosa del disco llegando a recibir una nominación al Grammy. 
«C'mon Billy» sería publicado en julio de 1995, siendo descrito por los críticos como un claro ejemplo del cambio de sonido de Harvey, cuya letra habla de una mujer que suplicaba a 'Billy' que regrese a casa y conociese a su hijo. Llegó al puesto 29 en el Reino Unido, recibiendo una moderada rotación y cuyo formato físico (editado en CD y vinilo de 12") trajo consigo tres lados B: «Darling Be There», «Maniac» y «One Time Too Many». Al igual que su predecesor, contó un vídeo con un presupuesto mayor: Harvey aparece seduciendo a un hombre calvo entorno mientras canta la canción, con escenas en donde aparece ataviada con un moderno vestido rojo y con la cara manchada debido a las lágrimas. Aunque la grabación impresionó a los ejecutivos de VH1, se negaron a emitirlo al ser visto como «aterrador y desagradable».
El tercer y último sencillo, «Send His Love to Me», fue lanzado en octubre de 1995, llegando al número 34 en el país de Harvey. Al igual que los vídeos anteriores fue dirigido por Mochnaz: Harvey aparece en una casa en medio de un desierto y luego continúa interpretando el tema mientras camina descalza por éste. «Harder» y «Long Time Coming» aparecieron como lados B del sencillo, aunque este último no fue incluido en disco extra de la edición especial de To Bring You My Love.

## Recepción de la crítica
La respuesta de la crítica especializada fue abrumadoramente positiva. Barbara O'Dair de Rolling Stone elogió la grabación con el calificativo de «asombroso», dándole una puntuación de cuatro estrellas de cinco; misma opinión compartió Nicholas Barber, crítico del periódico británico The Independent, quien comentó sobre el estado emocional del álbum como «una criatura amenazadora y de pesadilla (...) la atmósfera, la angustia y la tempestuosa voz de Harvey hacen que en el disco se destaque de sus compañeros». Robert Hilburn de Los Angeles Times dio a To Bring You My Love una calificación de cuatro estrellas, destacando la «rica imaginería» de las letras, escribiendo que «en los momentos más emotivos, [Harvey] habla con la claridad cautivadora y la fuerza de alguien que busca un ancla final salvadora».
 El periódico estadounidense Chicago Sun-Times también calificó al álbum con cuatro estrellas, añadiendo en la reseña que «la música de PJ Harvey es densa, texturizada, profundamente poética, intensamente emotiva y a menudo catártica». David Browne de Entertainment Weekly escribió que «sus letras transmiten deseo y amor, mientras que su voz de alambre de púas traiciona la incertidumbre acerca de dar más sobre sí misma», dándole la puntuación A+. En la reseña de NME, Stuart Bailie le dio una calificación de ocho sobre diez, comentando al final del texto: «la mortalidad es un tema en este disco y, a este respecto, Polly está más cerca que nunca de Nick Cave y Tom Waits». Ann Powers, de Spin le otorgó una calificación máxima de diez; y el reconocido crítico Robert Christgau, escribiendo para The Village Voice lo calificó con una A, destacando que «es un álbum cuyo nivel de generalización sólo magnifica su impacto».
Las críticas en retrospectiva también han sido muy favorables; The Rolling Stone Album Guide le dio una calificación de cuatro estrellas y media de cinco, al igual que Stephen Thomas Erlewine del sitio AllMusic, escribiendo en la reseña que «si bien Dry y Rid of Me parecían brutalmente honestos, To Bring You My Love se siente teatral, con cada canción representando un gran acto», y comparando las letras de las canciones con Nick Cave y Tom Waits. El sitio Punk News le otorgó una puntuación de cuatro estrellas de cinco, comentando que «si bien no es su mejor álbum, es quizá el más influyente»; al contrario del sitio español Jenesaispop que le dio el calificativo de «obra magna», dándole la máxima puntuación de 10; elogio similar por parte del sitio Hipersónica, que afirmó que To Bring You My Love «es uno de sus mejores trabajos».

### Reconocimientos
Al finalizar 1995, To Bring You My Love destacó en varios medios; fue votado por los críticos como el mejor álbum del año por Pazz & Jop perteneciente al periódico The Village Voice, y también fue votado como el álbum número uno del año por publicaciones como Rolling Stone, The New York Times, People, USA Today, Hot Press y en "la mayor victoria aplastante en 15 años" de Los Angeles Times. También fue incluido en el top diez de las revistas Spin, NME, Melody Maker y Mojo. Gracias al álbum, Harvey obtuvo sus primeras dos nominaciones a los premios Grammy: una al mejor álbum de música alternativa y la otra como «mejor interpretación vocal de rock femenina» por el sencillo «Down by the Water» y el vídeo de dicha canción fue nominado a los MTV VMA como mejor vídeo femenino; también por segunda ocasión optó al Mercury Prize como álbum del año (la primera vez fue en 1993 con Rid of Me).  La revista Spin lo ubicó en la posición número tres los mejores álbumes de la década; en 2003, la revista Rolling Stone lo ubicó en el puesto 405 en su lista de los 500 mejores álbumes de todos los tiempos; en 2011 Slant Magazine lo posicionó en el número 20 en su lista de los mejores álbumes de los '90.

## Lista de canciones
Todas las canciones han sido escritas por PJ Harvey.

| N.º | Título                 | Duración |  |
| 1.  | «To Bring You My Love» | 5:32     |  |
| 2.  | «Meet Ze Monsta»       | 3:29     |  |
| 3.  | «Working for the Man»  | 4:45     |  |
| 4.  | «C'mon Billy»          | 2:47     |  |
| 5.  | «Teclo»                | 4:57     |  |
| 6.  | «Long Snake Moan»      | 5:17     |  |
| 7.  | «Down by the Water»    | 3:14     |  |
| 8.  | «I Think I'm a Mother» | 4:00     |  |
| 9.  | «Send His Love to Me»  | 4:20     |  |
| 10. | «The Dancer»           | 4:06     |  |

| Disco de edición limitada de lados-B |                                    |          |  |
| N.º                                  | Título                             | Duración |  |
| 1.                                   | «Reeling» (demo version)           | 3:00     |  |
| 2.                                   | «Daddy»                            | 3:16     |  |
| 3.                                   | «Lying In The Sun»                 | 4:30     |  |
| 4.                                   | «Somebody's Down, Somebody's Name» | 3:40     |  |
| 5.                                   | «Darling Be There»                 | 3:46     |  |
| 6.                                   | «Maniac»                           | 4:01     |  |
| 7.                                   | «One Time Too Many»                | 2:52     |  |
| 8.                                   | «Harder»                           | 2:05     |  |
| 9.                                   | «Goodnight»                        | 4:17     |  |

## Créditos
Músicos

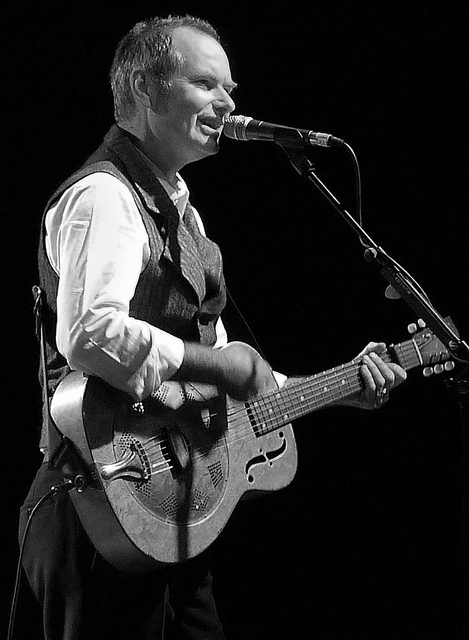
John Parish coprodujo el álbum junto a Flood y Harvey

- PJ Harvey - voz, guitarras (1, 4, 5, 8), piano (5, 6), órgano, vibráfono (1), marimba (9), campanas (5), carrillón (5), percusión (9)
- John Parish - guitarras (1, 2, 6, 9, 10), órgano (6), baterías (4-8, 10), percusión (1-4, 6, 7, 9, 10)
- Joe Gore - guitarras (2-4, 6, 7), e-bow (1)
- Mick Harvey - bajo (6), órgano (9)
- Jean-Marc Butty - batería (2), percusión (9)
- Joe Dilworth - batería (3)
- Pete Thomas - arreglos de cuerda
- Sonia Slany - violín (4, 7, 9)
- Jocelyn Pook - viola (4, 7, 9)
- Jules Singleton - viola (4, 7, 9)
- Sian Bell - chelo (4, 7, 9)

Producción
- Flood - productor, ingeniero de sonido, mezcla
- PJ Harvey - productora, ingeniería (1, 4, 5, 7)
- John Parish - productor

Diseño
- Martin Callomon - arte del disco, dirección de arte
- Valerie Phillips - fotografía
- Kate Garner - fotografía

## Posicionamiento en las listas
| País           | Lista (1995)                 | Puesto |
| -------------- | ---------------------------- | ------ |
| Australia      | Australian ARIA Albums Chart | 38     |
| Bélgica        | Belgian Albums Chart (Vl)    | 5      |
| Bélgica        | Belgian Albums Chart (Wa)    | 31     |
| Canadá         | Canadian Albums Chart        | 39     |
| Países Bajos   | Dutch Top 100                | 69     |
| Francia        | French Albums Chart          | 23     |
| Alemania       | German Albums Chart          | 47     |
| Nueva Zelanda  | New Zealand RIANZ Top 40     | 24     |
| Noruega        | Norwegian Albums Charts      | 11     |
| Suecia         | Swedish Albums Chart         | 11     |
| Suiza          | Swiss Hitparade Chart        | 38     |
| Reino Unido    | UK Albums Chart              | 12     |
| Estados Unidos | US Billboard 200             | 40     |

| País           | Organismo certificador | Certificación | Ventas  |
| -------------- | ---------------------- | ------------- | ------- |
| Bélgica        | BEA                    | Oro           | 25 000  |
| Reino Unido    | BPI                    | Oro           | 100 000 |
| Estados Unidos | RIAA                   | —             | 371 000 |

### Sencillos
| 1995 | «Down by the Water»   | 84 | 78 | 28 | 38 | 48 | 2 |
| 1995 | «C'mon Billy»         | —  | —  | —  | 29 | —  | — |
| 1995 | «Send His Love to Me» | —  | —  | —  | 34 | —  | — |